# Østlige Vejler
Østlige Vejler este o arie protejată (arie de protecție specială avifaunistică — SPA) din Danemarca întinsă pe o suprafață de 4.838 ha, integral pe uscat.

## Localizare
Centrul sitului Østlige Vejler este situat la coordonatele 57°04′29″N 9°04′50″E / 57.074722°N 9.080556°E.

## Înființare
Situl Østlige Vejler a fost declarat arie de protecție specială avifaunistică în mai 1983 pentru a proteja 30 de specii de animale.

## Biodiversitate
Situată în ecoregiunea atlantică, aria protejată nu include niciun habitat protejat.
La baza desemnării sitului se află mai multe specii protejate de  păsări (30): rață pitică (Anas crecca), rață fluierătoare (Anas penelope), gâscă cenușie (Anser anser), gâscă cu cioc scurt (Anser brachyrhynchus), gâscă de semănătură (Anser fabalis), buhai de baltă (Botaurus stellaris), Calidris alpina schinzii, Charadrius morinellus, chirighiță neagră (Chlidonias niger), barză albă (Ciconia ciconia), erete de stuf (Circus aeruginosus), erete vânăt (Circus cyaneus), erete cenușiu (Circus pygargus), Cygnus columbianus bewickii, lebădă de iarnă (Cygnus cygnus), șoim de iarnă (Falco columbarius), șoim călător (Falco peregrinus), cocor (Grus grus), codalb (Haliaeetus albicilla), pescăruș mic (Larus minutus), Mergus serrator, vultur pescar (Pandion haliaetus), bătăuș (Philomachus pugnax), lopătar (Platalea leucorodia), ploier auriu (Pluvialis apricaria), cresteț pestriț (Porzana porzana), ciocântors (Recurvirostra avosetta), chiră de baltă (Sterna hirundo), Sterna paradisaea, călifar alb (Tadorna tadorna).